# Fred Stobaugh
Fred Stobaugh (* 22. August 1917; † 23. November 2016) war ein US-amerikanischer Rentner, der 2013 nach dem Tod seiner Frau Lorraine den Text zum Lied Oh Sweet Lorraine schrieb und diesen bei einem Wettbewerb einreichte. Eine Videodokumentation der Aufnahmesessions entwickelte sich kurz darauf zu einem Internet-Phänomen. Das Lied erreichte dann die US-amerikanischen Charts und konnte später auch Chartpositionen in weiteren Ländern erreichen.

## Leben
Fred Stobaugh lebte in Peoria, Illinois. Vor seiner Pensionierung arbeitete er als Fahrer für ein Wäschereiunternehmen. Er und seine Frau Lorraine (* 30. Juli 1921 als Lorraine Dinquel) lernten sich 1938 kennen, als sie für die Fastfoodkette A&W als Kellnerin arbeitete. Zwei Jahre später, am 26. Juni 1940, heirateten sie. Am 26. April 2013, kurz vor dem 75. Jahrestag ihres Kennenlernens, starb Lorraine. Das Ehepaar hatte drei Töchter.
Der 96-jährige Stobaugh verarbeitete die Erinnerungen an seine Frau in dem Liebeslied Oh Sweet Lorraine und reichte den Text bei dem Songwettbewerb des Musikstudios Green Shoe Studio ein. Der Besitzer des kleinen Musikstudios, der Musikproduzent Jacob Colgan wurde auf den Text aufmerksam, arrangierte und vertonte ihn. Er spielte ihn professionell ein und veröffentlichte den Song Oh Sweet Lorraine als Single.
Die zugehörige Videodokumentation Colgans verbreitete sich als Viral über Blogs und soziale Netzwerke und wurde auf den Videoplattformen YouTube und Vimeo binnen weniger Wochen zusammen fast sieben Millionen Mal aufgerufen (Stand: 24. September 2013). Am 30. August 2013 war Stobaugh Person of the Week beim Nachrichtensender ABC News. Am 19. September 2013 war er Gast in der Talkshow The View.
In Österreich erreichte die Single nach Veröffentlichung Platz 1 der iTunes-Charts, in Deutschland kam sie bei iTunes am 28. August 2013 bis auf Platz 4. Anschließend stieg das Lied in mehreren Ländern in die offiziellen Charts ein. In den USA erreichte Oh Sweet Lorraine Platz 42, was Stobaugh mit 96 Jahren zum ältesten Menschen machte, der in die Billboard Hot 100 kam.

## Diskografie
Singles
- 2013: Oh Sweet Lorraine
- 2014: Took Her Home